# 艾凡里
參數所指定的目標頁面不存在，建議更正成存在頁面或直接建立下列一個頁面（建立前請先搜尋是否有合適的存在頁面可以取代）：
- 前往艾凡里的道路

艾凡里（Avonlea，發音是（ah-von-lee））是位於加拿大愛德華王子島的一個虛構社區。它是作家露西·莫德·蒙哥馬利設置在小說《紅髮安妮》（Anne of Green Gables）裡的假想地方，讓大家去跟著安妮·雪利（Anne Shirley）冒險，以及它的續集，還有在電視影集前往艾凡里的道路（Road to Avonlea）裡所設的地方。
蒙哥馬利創造出艾凡里是來自於她童年時期的經驗，在19世紀後期農業社區附近的卡文迪許（Cavendish）、新格拉斯哥（New Glasgow）、新倫敦（New London）、獵人河（Hunter River,）還有公園角（Park Corner）。
在蒙哥馬利的作品裡，艾凡里是位於愛德華王子島北岸的一個小半島上。它的主要產業是農業與釣龍蝦。鄰近虛構社區包括卡摩迪（Carmody），白沙（White Sands）、葛拉夫頓（Grafton）、光明河（Bright River）、紐布里奇（Newbridge）和史賓賽谷（Spencervale）。              

## 外部連結
- （英文）艾凡里的簡略地圖 （页面存档备份，存于）
- （英文）艾凡里附近區域的簡略地圖 （页面存档备份，存于）